# Arthur M. Schlesinger Jr.
Arthur Meier Schlesinger, Jr., nacido como Arthur Bancroft Schlesinger (Columbus, Ohio, 15 de octubre de 1917-Manhattan, Nueva York, 28 de febrero de 2007), fue un historiador y crítico social estadounidense. Fue galardonado con el Premio Pulitzer. Su trabajo exploró el liberalismo de los líderes políticos de su país, especialmente Franklin D. Roosevelt, John F. Kennedy y Robert F. Kennedy. 

## Carrera
Es hijo de Arthur M. Schlesinger, Sr., quien fuera un reconocido historiador social de la Universidad Estatal de Ohio y de la Universidad de Harvard.
Estudió en la Phillips Exeter Academy en Nuevo Hampshire y recibió su primer título a la edad de veinte años en Harvard, donde se graduó summa cum laude.
Trabajó como Asistente Especial e historiador de la Corte del Presidente de los Estados Unidos, durante el gobierno de John Kennedy. Escribió un libro sobre esta experiencia, titulado A Thousand Days, con el que ganó el National Book Award. 
Se opuso al plan de invasión de Cuba, cuyo primer movimiento sería invasión de bahía de Cochinos, cuando tuvo conocimiento de él en febrero de 1961, sugiriendo que se incitara a Castro a llevar a cabo una operación negra en Haití que serviría de excusa para el ataque a Cuba.
Schlesinger contribuyó con varios aportes a la teoría liberal. Se lo recuerda por su trabajo, enseñanza y devoción en delinear la historia y naturaleza del liberalismo. Desde 1990 fue un crítico del multiculturalismo.
Popularizó la frase «presidencia imperial» durante el gobierno de Nixon al escribir el libro The Imperial Presidency.

## Obras
- 1939 Orestes A. Brownson: A Pilgrim's Progress
- 1945 The Age of Jackson
- 1949 The Vital Center: The Politics of Freedom
- 1950 What About Communism?
- 1951 The General and the President, and the Future of American Foreign Policy
- 1957 The Crisis of the Old Order: 1919-1933 (The Age of Roosevelt, Vol. I)
- 1958 The Coming of the New Deal: 1933-1935 (The Age of Roosevelt, Vol. II)
- 1960 The Politics of Upheaval: 1935-1936 (The Age of Roosevelt, Vol. III)
- 1960 Kennedy or Nixon: Does It Make Any Difference?
- 1963 The Politics of Hope
- 1963 Paths of American Thought (ed. con Morton White)
- 1965 A Thousand Days: John F. Kennedy in the White House
- 1965 The MacArthur Controversy and American Foreign Policy
- 1967 Bitter Heritage: Vietnam and American Democracy, 1941-1966
- 1967 Congress and the Presidency: Their Role in Modern Times
- 1968 Violence: America in the Sixties
- 1969 The Crisis of Confidence: Ideas, Power, and Violence in America
- 1970 The Origins of the Cold War
- 1973 The Imperial Presidency
- 1978 Robert Kennedy and His Times
- 1983 Creativity in Statecraft
- 1986 Cycles of American History
- 1988 JFK Remembered
- 1988 War and the Constitution: Abraham Lincoln and Franklin D. Roosevelt
- 1990 Is the Cold War Over?
- 1991 The Disuniting of America: Reflections on a Multicultural Society
- 2000 A Life in the 20th Century, Innocent Beginnings, 1917-1950
- 2004 War and the American Presidency
- 2007 Journals 1952-2000

## Premios
- 1946 Premio Pulitzer en Historia por The Age of Jackson
- 1958 Premio Bancroft por The Crisis of the Old Order
- 1958 Premio Francis Parkman por The Crisis of the Old Order
- 1966 National Book Award por A Thousand Days
- 1966 Premio Pulitzer por Biografía por A Thousand Days
- 1979 National Book Award por Robert Kennedy and His Times
- 1998 National Humanities Medal
- 2003 Four Freedoms Award
- 2006 Premio Paul Peck
- 2006 Medalla Niebuhr